# メランコリック (Plastic Treeの曲)
「メランコリック」は、日本のバンドPlastic Treeの17枚目のシングルである。2004年7月28日発売。発売元はユニバーサルミュージック。

## 概要
- 初回盤はデジパック仕様
- PV監督は近藤廣行。

## 収録曲
1. メランコリック[5:11]
作詞・作曲：有村竜太朗／編曲：Plastic Tree
2. ジンテーゼ[5:15]
作詞：長谷川正／作曲：ナカヤマアキラ／編曲：Plastic Tree

## 収録アルバム

### メランコリック
- オリジナル『cell.』（2004年8月25日）
- ベスト『Best Album 黒盤』（2005年10月26日）
- ベスト『ALL TIME THE BEST』（2010年7月7日）

### ジンテーゼ
- ベスト『B面画報』（2007年9月5日）

## タイアップ
- メランコリック：テレビ神奈川『Mutoma JAPAN』2004年8月度テーマソング